# راشل وارد
راشل کلر وارد (به انگلیسی: Rachel Claire Ward) بازیگر، مقاله‌نویس، کارگردان و فیلم‌نامه‌نویس انگلیسی است که زندگی حرفه‌ای خود را در ابتدا از استرالیا آغاز کرد. وی در ایران به سبب بازی در سریال پرنده‌های خارزار شناخته شده‌است.

## زندگی
راشل وارد در سال ۱۹۵۷ در کارنول در نزدیکی چیپینگ نورتون در آکسفوردشر در انگلستان زاده شد. او دختر کلر لئونورا و پیتر آلستر وارد بود. پدربزرگ‌هایش ویلیام وارد، سومین کنت دادلی و گیل بارینگ کریکت باز بودند. وارد همچنین نوه ارشد ویلیام وارد، کنت دوم دادلی بود که از ۱۹۰۸ تا ۱۹۱۱ فرماندار کل استرالیا بود و همچنین خواهر ترسیس لوئیز وارد، فعال محیط زیست، هنرپیشه و همسر مارکی ورچستر بود. او در مدرسه هتروپ کسل در هتروپ در گلوسسترشایر حضور داشت و سپس به مدرسه هنر بیامشاو در لندن رفت، اما آنجا را ترک کرد تا مدل لباس بشود.

## زندگی حرفه‌ای

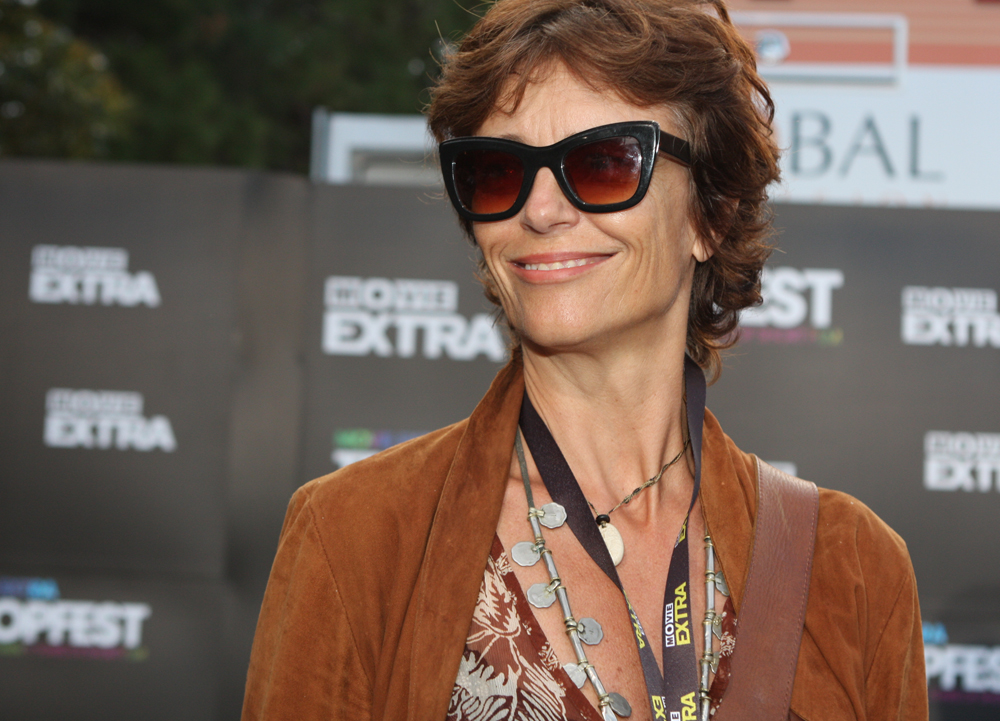
راشل کلر وارد در سال 2012

راشل وارد در سال ۱۹۸۱ به خاطر نقشش در فیلم ماشین شارکی به همراه برت رینولدز نامزد جایزه گلدن گلوب در بخش «ستاره جدید سال» شد. وی سال بعد به همراه استیو مارتین در فیلم مردان مرده لباس شطرنجی نمی‌پوشند ایفای نقش کرد. راشل وارد زمانی به معروفیت رسید که در سال ۱۹۸۳ در مینی سریال پرنده‌های خارزار در نقش مگی کلیری و در مقابل ریچارد چمبرلین ایفای نقش کرد. این سریال سبب شد تا راشل وارد در بخش بهترین بازیگر زن در سریال‌ها و فیلم‌های تلویزیونی نامزد جایزه گلدن گلوب شود. راشل وارد در دستیابی به این موفقیت مدیون ساندرا سیکت مربی بازیگری بود، از یک سو به سبب کمک وی در پیدا کردن این شغل و از سوی دیگر به سبب کیفیت اجرا. مجموعاً ۵ ماه تصویربرداری خسته‌کننده در حالی انجام گرفت که به‌طور همزمان زیر نظر ساندرا سیکت برنامه‌ها و تمرین‌های خسته‌کننده تری در جریان بود.

راشل وارد در همان سال به انتخاب تماشاگران آمریکایی به عنوان یکی از ۱۰ زن زیبای جهان انتخاب شد. در ۱۹۸۴ به همراه جف بریجز در فیلم علی‌رغم همهٔ مشکلات ایفای نقش کرد. وارد سال ۱۹۸۵ در فیلم دژ نظامی بازی کرد و از آن پس برای چند سال در هیچ فیلم یا سریال تلویزیونی بازی نکرد.
شروع مجدد فعالیت هنری وی در سال ۱۹۸۷ و با فیلم زن چتری (فیلم)|زن چتری بود که در آن به ایفای نقش مقابل همسرش برایان بران پرداخت که با او از مجموعه پرنده‌های خارزار آشنا شده بود. راشل وارد در سال ۲۰۰۱ مجدداً و این بار برای ایفای نقش در فیلم تلویزیونی در ساحل نامزد جایزه گلدن گلوب در بخش بهترین بازیگر زن در سریال‌ها و فیلم‌های تلویزیونی بشود. وارد در همان سال به خاطر ساخت فیلم کوتاه داستانی خانه بزرگ جایزه انستیتو فیلم استرالیا و نیز بهترین فیلم استرالیایی را در جشنواره فیلم‌های کوتاه فلیکرفست دریافت کرد. فیلم خانه بزرگ همچنین موفق شد جایزه حلقه منتقدین فیلم استرالیا را نیز از آن خود کند، افتخاری که در سال ۲۰۰۳ مجدداً با ساخت فیلم کت تازه مارتا تکرار شد. کت تازه مارتا همچنین جایزه سینمایی اتوم را نیز از آن خود کرد.
در سال ۲۰۰۳ پرتره‌ای از راشل وارد اثر ژان ویلیامسن برنده جایزه آرکیبالد شد. راشل وارد در سال ۲۰۰۵ به سبب خدمت به ارتقاء آگاهی جامعه در رابطه با برابری اجتماعی از طریق عنوان سخنرانی مشاوره و دفاع از حقوق جوانان محروم و در معرض خطر و نیز پشتیبانی از صنعت فیلم و تلویزیون استرالیا به عنوان عضو و دارنده عنوان Order of Australia شناخته شد.

راشل وارد در سال ۲۰۰۷ با نمایش سایه باران در تلویزیون ای‌بی‌سی به تلویزیون بازگشت. وی در این برنامه نقش یک دامپزشک روستا به نام کیت مک دانلد را ایفا می‌کرد که در یک روستای خشکسالی زده با موانع و مشکلاتی مواجه می‌شد.
راشل وارد در سال ۲۰۰۹ نخستین فیلم بلندش را به نام کیت زیبا با اقتباس از رمان نیوتون ترنبرگ که در سال ۱۹۸۲ نوشته شده بود ساخت و در جشنواره فیلم سیدنی به نمایش گذاشت.

## زندگی خصوصی
راشل وارد در سال ۱۹۸۳ با برایان بران ازدواج کرد. آن‌ها سه فرزند به نام‌های رُز (رُزی)، متیلدا و جوزف دارند که از میان آن‌ها متیلدا همانند والدینش بازیگری را به عنوان حرفه برگزیده است.

## فیلم‌شناسی

### بازیگر
- نیلوفرهای صحرایی کریسمس، فیلم تلویزیونی، ۱۹۷۹
- سلسله، اپیزودی از مهمانی شام، ۱۹۸۱
- مدرسه شبانه، ۱۹۸۱
- ماشین شارکی، ۱۹۸۱
- مردان مرده لباس شطرنجی نمی‌پوشند، ۱۹۸۲
- پرنده‌های خارزار، ۱۹۸۳
- وحشت نهایی، ۱۹۸۳
- علی‌رغم همهٔ مشکلات، ۱۹۸۴

### کارگردان
- خانه بزرگ، ۲۰۰۰
- بلوف مرد کور، ۲۰۰۰
- کت تازه مارتا، ۲۰۰۳
- دو در هم پیچیده، اپیزودی از حمله قلبی، ۲۰۰۹
- کیت زیبا، ۲۰۰۹
- شن کش، ۲۰۱۰، مجموعه تلویزیونی برای ای بی سی، اپیزودهای ۳ و ۴ از سری اول

### فیلم‌نامه‌نویس
- خانه بزرگ، ۲۰۰۰
- بلوف مرد کور، ۲۰۰۰
- کیت زیبا، ۲۰۰۹